# 鷹野新
鷹野新(たかの あらた)は、日本のライトノベル作家。

## 来歴
2012年4月、『シュガーシスター1/2』の文庫発売で、作家デビュー。
デビュー作である『シュガーシスター1/2』は、「このライトノベルがすごい! 2013年」において、39位にランクインするなど、一定の評価を得る。

## 作品
- シュガーシスター1/2シリーズ
  1. シュガーシスター1/2 （電撃文庫、2012年4月、イラスト：シロウ）
  2. シュガーシスター1/2 (2) （電撃文庫、2012年8月、イラスト：シロウ）
- 軋む楽園の葬花少女シリーズ
  1. 軋む楽園の葬花少女（電撃文庫、2014年3月、イラスト：せんむ）
  2. 軋む楽園の葬花少女II（電撃文庫、2014年7月、イラスト：せんむ）
  3. 軋む楽園の葬花少女III（電撃文庫、2015年1月、イラスト：せんむ）